# Залужжя (Мукачівський район)
Залу́жжя (давня назва Залуж) — село у Мукачівській міській громаді Мукачівського району Закарпатської області України. Населення становить 1768 осіб.

## Історія
В околицях села в 1972 році знайдено бронзовий скарб. На південь від Залужжя, на плато — три курганні групи. Перша група — два кургани, друга — шість, третя — 11 курганів. В урочищі Потік — два поселення ранньозалізного віку. В 1885 році під час ремонту дороги знайдено золотий скарб.
Перша згадка 1451 рік
Церква Покрови пр. Богородиці. 1912.
У 1692 р. село було філією парохіяльної церкви в Неґрові. У 1733 р. згадано про дерев'яну церкву св. Івана Хрестителя з трьома дзвонами.
Пізніші згадки про дерев'яну церкву належать до 1772 р. (бідна церква, бідно всередині прикрашена) та 1797 р. (тоді Рада намісництва вирішила будувати нову церкву замість підупалої старої, що ледве вміщала 50 осіб і стояла в урочищі Корелаш, на місці поховання померлих від холери).
На початок XX ст. кількість греко-католиків у Залужжі становила 523 особи, у Ромочевиці — 423, у Яблунові — 331. За записами Михайла Алмашія, перша дерев'яна церква стояла в Ромочевиці в урочищі Ліщани і те місце до комуністичних часів позначав хрест, а другу церкву збудували на високому пагорбі між селами Залужжя та Ромочевиця.
На початку XX ст. вірники Ромочевиці збиралися збудувати свою окрему церкву на тому ж бережку (на землі Василя Гомоная), на якому збиралися будувати церкву 200 років тому, але священики вмовили громаду погодитися на спільну церкву. Вирішальним стало слово авторитетного старости Василя Гомоная (Грицака).
Муровану церкву почали будувати 1909 p., вимурувавши стіни довкола старої дерев'яної церкви, а посвятили нову споруду в день Покрови 1912 р. За іншим переказом, війна перервала працю і посвятили завершену церкву церкву 14 жовтня 1923 р.
За спогадами місцевого вчителя Василя Івановича Малейко (1916 р. н.), церкву будували майстри-італійці, а дерев'яну — розібрали і начебто передали в інше село.
Гроші на будівництво зібрали в селі (жер -товністю відзначилися Іван Плескач, Іван Товт, Василь Греба та інші, а також місцеві євреї), але основну частину внесли земляки з Америки. Цеглу випікали в селі. Вежа була вищою приблизно на 4 м за рахунок конструкції для дзвонів, яку згодом розібрали. Згадано також, що війна перервала працю.
До 1928 р. дахи вкривала черепиця. Церква має чудовий іконостас із майстерно намальованими іконами. Стіни прикрашено картинами зі сценами Хресної дороги, подарованими храмові жителями села в 1933 р. Кивот зробили І. Павлишинець та Ю. Логойда.
Настінне малювання (22 фрески) виконали Юрій Балог та Іван Павлович з Мукачева в 1994—1995 роках за священика Василя Грицька та голови громади Івана Кампова. Посвятили помальовану церкву в листопаді 1995 р.
Кажуть, що окрема дзвіниця стояла біля дороги вже на початку XX ст. Теперішню дерев'яну каркасну дзвіницю збудували для дзвонів, найбільший з яких виготовила ужгородська фірма «Акорд» у 1925 p., а середній — майстер Октав Вінтер у чеському місті Броумов у 1924 р. Малий дзвін — робота Ф. Еґрі.
Зі священиків, що служили в селі, запам'яталися Антон Яроміс (згадують в 1855 і 1877 роках), який добився прокладення дороги через село, та Павло Яцкевич — активіст духовного та соціального життя в селі. Останній греко-католицький священик Микола Бобита був ув'язнений радянськими органами безпеки в 1949 р.
Неподалік від села розташований ботанічний заказник «Залуж».
Залу́ж — ботанічний заказник місцевого значення в Україні. Площа 3 га. Статус присвоєно для збереження популяції нарцису вузьколистого, занесеного до Червоної книги України.

## Населення
Згідно з переписом УРСР 1989 року чисельність наявного населення села становила 1879 осіб, з яких 924 чоловіки та 955 жінок.
За переписом населення України 2001 року в селі мешкала 1271 особа.

### Мова
Розподіл населення за рідною мовою за даними перепису 2001 року:
| Мова       | Відсоток |
| ---------- | -------- |
| українська | 98,66 %  |
| російська  | 0,87 %   |
| угорська   | 0,24 %   |
| білоруська | 0,08 %   |
| єврейська  | 0,08 %   |

## Відомі уродженці
- Греба Василь Михайлович (1939) — український прозаїк, головний редактор мукачівської газети «Панорама».
- Лендєл Андрій Васильович (1925—1993) — український скульптор.
- Павло Цібере — чехословацький політик і правник, політичний діяч Карпатської України

## Туристичні місця
- В околицях села в 1972 році знайдено бронзовий скарб. 
- На південь від Залужжя, на плато — три курганні групи. Перша група — два кургани, друга — шість, третя — 11 курганів. 
- В урочищі Потік — два поселення ранньозалізного віку. 
- В 1885 році під час ремонту дороги знайдено золотий скарб.
- храм Покрови пр. Богородиці. 1912.
- ботанічний заказник "Залуж". Статус присвоєно для збереження популяції нарцису вузьколистого, занесеного до Червоної книги України.